# Biskupiec (gmina w powiecie nowomiejskim)
Biskupiec (daw. gmina Krotoszyny + gmina Łąkorz) – gmina wiejska w województwie warmińsko-mazurskim, w powiecie nowomiejskim. W latach 1975–1998 gmina położona była w województwie toruńskim.
Siedziba gminy to Biskupiec.

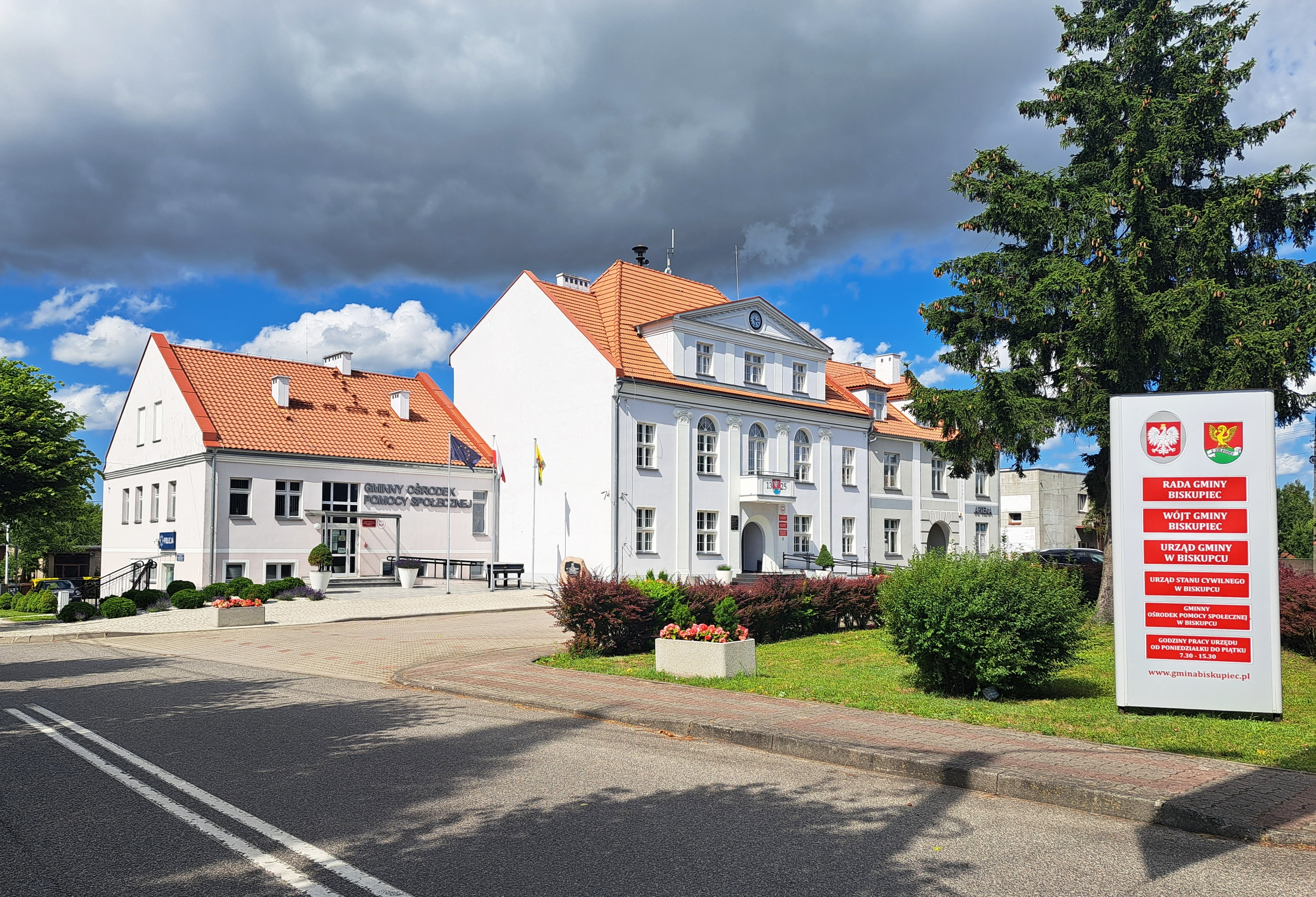
Rynek w Biskupcu. Od lewej: Gminny Ośrodek Pomocy Społecznej, Urząd Gminy i apteka

Według danych z 30 czerwca 2004 gminę zamieszkiwało 9659 osób. Natomiast według danych z 31 grudnia 2017 roku gminę zamieszkiwało 19 036 osób. Według najnowszych danych z 31 grudnia 2019 roku gminę zamieszkiwało 9308 osób.

## Struktura powierzchni
Według danych z roku 2002 gmina Biskupiec ma obszar 241,25 km², w tym:
- użytki rolne: 62%
- użytki leśne: 27%

Gmina stanowi 34,71% powierzchni powiatu.

## Demografia

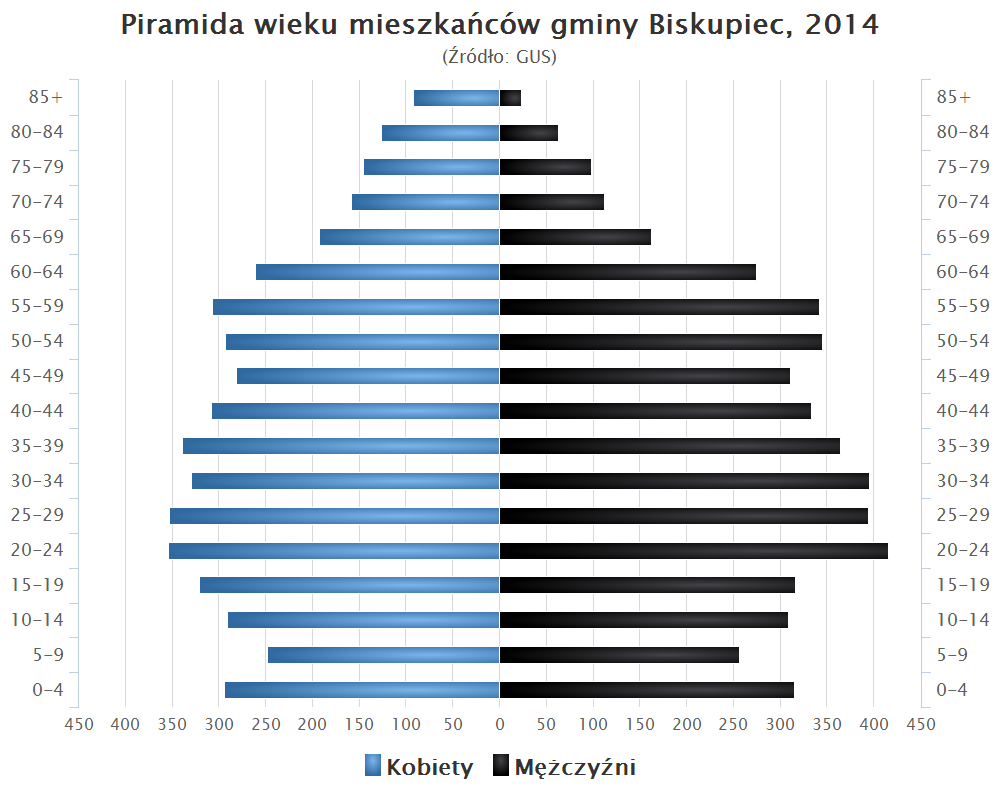
Piramida wieku mieszkańców gminy Biskupiec w 2014 roku

Dane z 30 czerwca 2004:
| Opis                              | Ogółem | Ogółem | Kobiety | Kobiety | Mężczyźni | Mężczyźni |
| --------------------------------- | ------ | ------ | ------- | ------- | --------- | --------- |
| jednostka                         | osób   | %      | osób    | %       | osób      | %         |
| populacja                         | 9659   | 100    | 4821    | 49,9    | 4838      | 50,1      |
| gęstość zaludnienia (mieszk./km²) | 40     | 40     | 20      | 20      | 20,1      | 20,1      |

## Ochrona przyrody

### Parki Krajobrazowe
Na terenie gminy na powierzchni 2846 ha zlokalizowany jest Brodnicki Park Krajobrazowy

### Rezerwaty przyrody
Na obszarze gminy znajdują się następujące rezerwaty przyrody:
- Rezerwat przyrody Uroczysko Piotrowice
- Rezerwat przyrody Łabędź
- Rezerwat przyrody Kociołek
- Rezerwat przyrody Jezioro Karaś

### Pomniki przyrody
Na terenie gminy znajdują się następujące pomniki przyrody:
| Nr  | Lokalizacja                                          | Forma             | Nazwa | Nr ew. | Obwód przy powołaniu [cm]                             | Rok uznania |
| 1.  | Wielka Tymawa park                                   | pojedyncze drzewo | dąb szypułkowy "Kubuś"                                                                                          | 9      | 444                                                   | 1954        |
| 2.  | Babalice park                                        | pojedyncze drzewo | lipa drobnolistna                                                                                               | 186    | 340                                                   | 1985        |
| 3.  | Sędzice park                                         | pojedyncze drzewo | dąb szypułkowy                                                                                                  | 187    | 389                                                   | 1985        |
| 4.  | Łąkorek park                                         | grupa drzew       | lipa drobnolistna kasztanowiec zwyczajny                                                                        | 208    | 770 370                                               | 1986        |
| 5.  | leśnictwo Grabiny                                    | grupa drzew       | sosna zwyczajna buk pospolity                                                                                   | 229    | 262 231                                               | 1988        |
| 6.  | Biskupiec przy kościele                              | grupa drzew       | 3 dęby szypułkowe                                                                                               | 273    | od 380 do 420                                         | 1993        |
| 7.  | Wielka Tymawa park                                   | pojedyncze drzewo | buk zwyczajny                                                                                                   | 274    | 436                                                   | 1993        |
| 8.  | Wonna park                                           | pojedyncze drzewo | klon jawor | 275    | 325                                                   | 1993        |
| 9.  | leśnictwo Krotoszyny oddz. 41m                       | grupa drzew       | 6 żywotników zachodnich                                                                                         | 330    | od 152 do 230                                         | 1994        |
| 10. | leśnictwo Krotoszyny oddz. 1h, nad jez. Trupel       | grupa drzew       | lipa drobnolistna brzoza brodawkowata                                                                           | 331    | 475 275                                               | 1994        |
| 11. | leśnictwo Krotoszyny oddz. 3b, nad jez. Trupel       | pojedyncze drzewo | dąb szypułkowy                                                                                                  | 332    | 320                                                   | 1994        |
| 12. | Łąkorek park                                         | grupa drzew       | 2 wiązy szypułkowe dąb szypułkowy 4 klony pospolite lipa drobnolistna 2 graby pospolite klon jawor topola biała | 333    | od 258 do 412 329 od 258 do 315 295 201 i 290 272 483 | 1994        |
| 13. | leśnictwo Lipowa Góra oddz. 197t                     | pojedyncze drzewo | modrzew europejski                                                                                              | 334    | 264                                                   | 1994        |
| 14. | przy drodze Biskupiec-granica powiatu                | aleja przydrożna  | 727 dębów szypułkowych 45 lip drobnolistnych 3 jesiony wyniosłe klon pospolity                                  | 379    | od 74 do 381                                          | 1996        |
| 15. | przy drodze Sędzice-Mierzyn                          | pojedyncze drzewo | klon srebrzysty                                                                                                 | 380    | 305                                                   | 1996        |
| 16. | leśnictwo Lipowa Góra oddz. 161a                     | grupa drzew       | 66 daglezji zielonych                                                                                           | 381    | od 151 do 230                                         | 1996        |
| 17. | Wałdowo Królewskie leśnictwo Wąkop oddz. 138a i 138c | grupa drzew       | 6 modrzewi europejskich                                                                                         | 382    | od 215 do 287                                         | 1996        |
| 18. | Biskupiec ul. Grudziądzka 28                         | pojedyncze drzewo | dąb szypułkowy                                                                                                  | 428    | 330                                                   | 1998        |
| 19. | Czachówki park                                       | grupa drzew       | 2 dęby szypułkowe 3 buki pospolite 3 lipy drobnolistne buk pospolity odm. czerwona                              | 429    | 362 i 388 od 300 do 320 od 311 do 504 294             | 1998        |
| 20. | Czachówki przy drodze do parku                       | grupa drzew       | 4 dęby szypułkowe                                                                                               | 430    | od 332 do 428                                         | 1998        |
| 21. | Czachówki                                            | grupa drzew       | buki pospolite klon jawor                                                                                       | 431    | 350 i 397 376                                         | 1998        |
| 22. | Ostrowite                                            | pojedyncze drzewo | żywotnik zachodni                                                                                               | –      | 230                                                   | 2000        |
| 23. | leśnictwo Krotoszyny oddz. 39                        | pojedyncze drzewo | jabłoń płonka                                                                                                   | –      | 112                                                   | 2002        |
| 24. | leśnictwo Krotoszyny oddz. 40                        | pojedyncze drzewo | jabłoń płonka                                                                                                   | –      | 112                                                   | 2002        |
| 25. | leśnictwo Krotoszyny oddz. 39                        | pojedyncze drzewo | modrzew europejski                                                                                              | –      | 260                                                   | 2002        |
| 26. | Lipinki przy budynku szkoły podstawowej              | pojedyncze drzewo | lipa drobnolistna "Lipinianka-Julianka"                                                                         | –      | 295                                                   | 2010        |

### Użytki ekologiczne
W gminie Biskupiec w 2010 roku został powołany użytek ekologiczny o nazwie "Iwanki-Zgniłki".

### Obszary Chronionego Krajobrazu
Na obszarze gminy znajduje się Skarliński Obszar Chronionego Krajobrazu

### Zespoły przyrodniczo-krajobrazowe
- Zespół przyrodniczo-krajobrazowy Oz Tymawski – 13,75 ha
- Zespół przyrodniczo-krajobrazowy Las Słupicki – 1,37 ha[6]

## Sołectwa
Babalice, Bielice, Biskupiec, Czachówki, Fitowo, Gaj, Krotoszyny, Lipinki, Łąkorek, Łąkorz, Mierzyn, Osetno, Ostrowite, Piotrowice Duże, Piotrowice Małe, Podlasek Duży, Podlasek Mały, Rywałdzik, Słupnica, Sumin, Szwarcenowo, Wielka Tymawa, Wardęgowo, Wielka Wólka, Wonna.
Miejscowości bez statusu sołectwa: Buczek, Iwanki, Kaługa, Leszczyniak, Mała Wólka, Mec, Osówko, Sędzice, Wardęgówko, Wąkop, Wielgrób, Zawada.

## Sąsiednie gminy
Iława, Jabłonowo Pomorskie, Kisielice, Kurzętnik, Łasin, Nowe Miasto Lubawskie, Świecie nad Osą, Zbiczno.